# مامادو سیدیبه
مامادو سیدیبه (به انگلیسی:Mamadou Sidibé) یک بازیکن فوتبال حرفه‌ای اهل مالی است که در بخش مهاجم برای باشگاه لیگ برتر اتیوپی باهیر دار کنما بازی می‌کند.

## حرفه باشگاهی
سیدیبه از سال ۲۰۱۱ تا ۲۰۱۴ برای پلیس باماکو بازی کرد، زمانی که او به باشگاه فوتبال المپیک خریبکه منتقل شد.

## حرفه بین المللی
در ژانویه ۲۰۱۴، مربی جیبریل درامه، از او دعوت کرد تا بخشی از تیم ملی فوتبال مالی برای مسابقات قهرمانی ملل آفریقا در سال ۲۰۱۴ باشد. او به تیم کمک کرد تا به مرحله یک چهارم نهایی برسد، جایی که آنها با دو گل به تیم ملی فوتبال زیمبابوه باختند.